# Francisco Marcos Valentin
Francisco Marcos Valentin (sinh ngày 24 tháng 2 năm 1976) là một cầu thủ bóng đá người Brasil.

## Sự nghiệp câu lạc bộ
Francisco Marcos Valentin đã từng chơi cho Kyoto Purple Sanga.